# Londa
Londa je italská obec v provincii Firenze v oblasti Toskánsko.
V roce 2012 zde žilo 1 839 obyvatel.

## Sousední obce
Dicomano, Pratovecchio Stia (AR), Rufina, San Godenzo

## Vývoj počtu obyvatel
Zdroj: 